# 紙森陽太
紙森 陽太（かみもり ようた、1999年4月26日 - ）は、ジャパンラグビーリーグワン クボタスピアーズ船橋・東京ベイに所属するラグビーユニオン選手。2024シーズンはニュージーランド州代表選手権（NPC）のウェリントン・ライオンズへ期限付き移籍。

## プロフィール
- 大阪府出身[2]。
- ポジションは、ルースヘッドプロップ（1番）[3]。
- U20日本代表に選ばれたことがある[4]。
- 日本代表キャップは2。（2025年8月15日現在）

## 来歴
2018年、大阪桐蔭高校卒業後、近畿大学に入学。なお大阪桐蔭高校時代、高校日本代表に選ばれたことがある。
2021年、近畿大学ラグビー部の副将に就任。
2022年、クボタスピアーズ船橋・東京ベイに加入。同年4月23日に行われたJAPAN RUGBY LEAGUE ONE第14節コベルコ神戸スティーラーズ戦にて途中出場で公式戦初出場を果たした。
2024シーズンでは、ニュージーランド州代表選手権（NPC）のウェリントン・ライオンズへ期限付きで移籍した。NPC2024に決勝戦を含め12試合に出場し、チームは優勝した。
2025年7月5日に行われたリポビタンDチャレンジカップ2025ウェールズ戦にて先発出場で日本代表初キャップ獲得。